# Bodie
Bodie es un despoblado del condado de Mono, California, Estados Unidos. El lugar es considerado un «distrito histórico» en este país.

## Historia

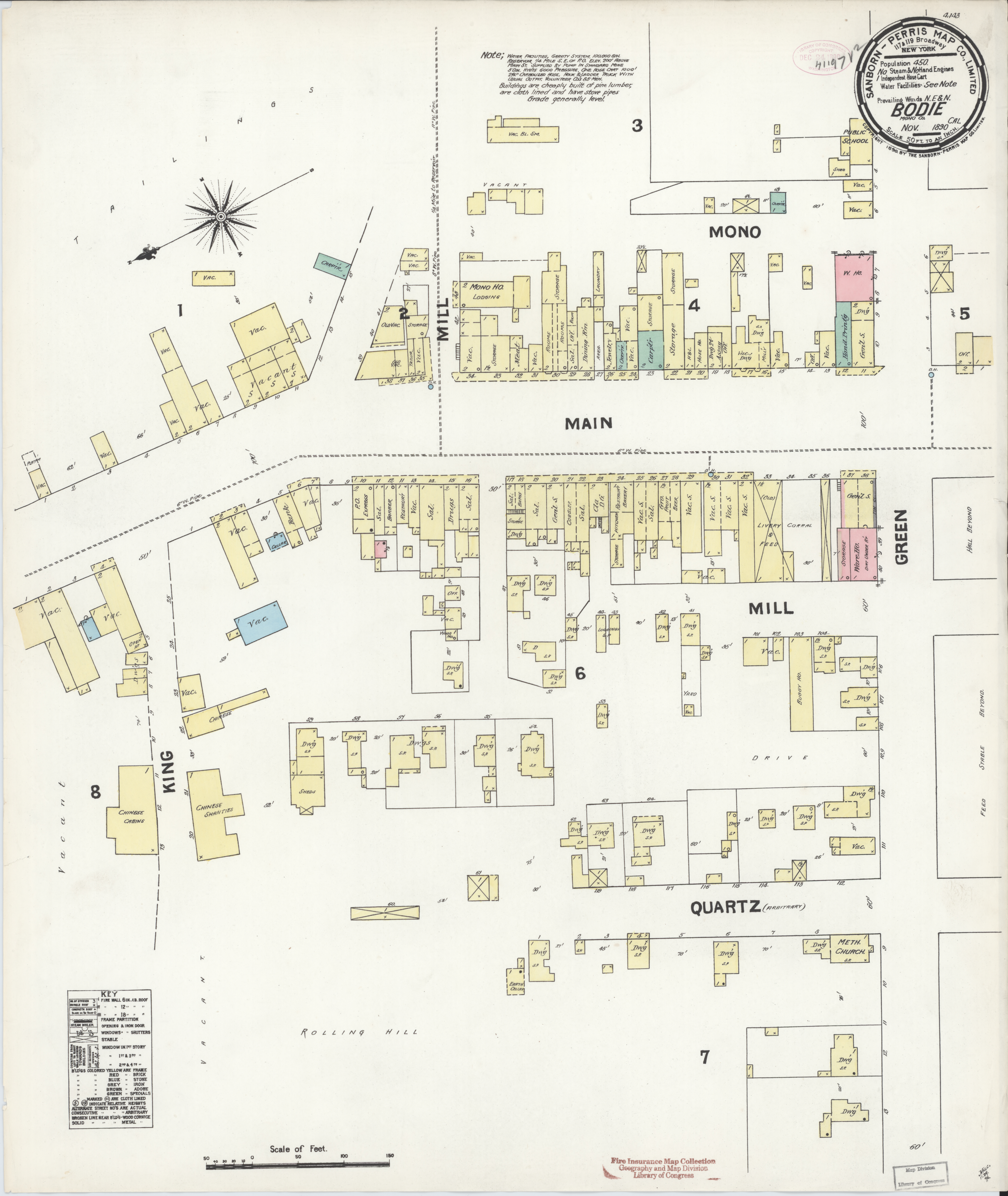
Bodie en 1890

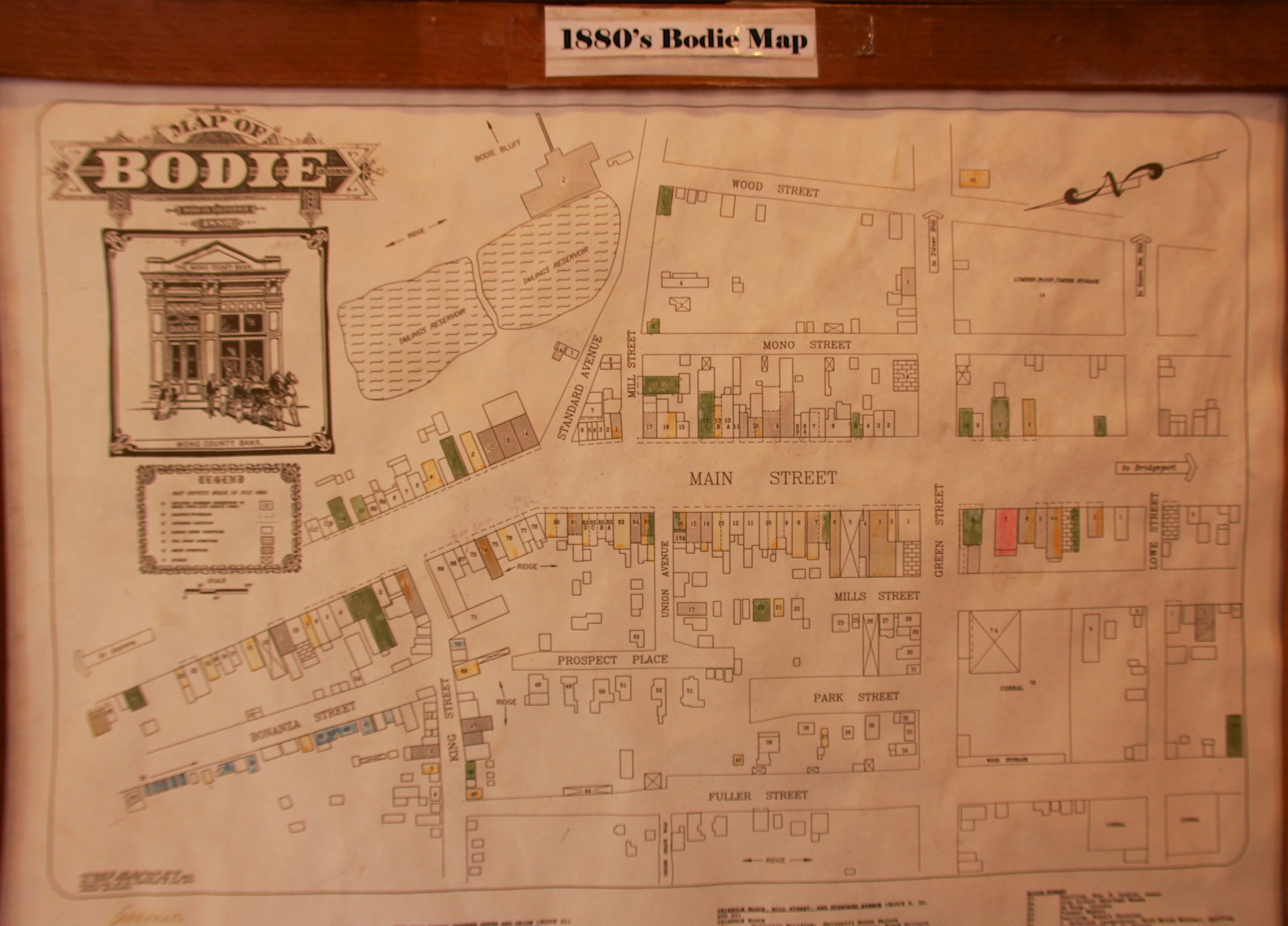
Bodie en 1880

A mediados del siglo XIX la actividad minera en la parte oeste de la Sierra Nevada empezaba a declinar. Por esta razón, los gambusinos buscaron mejores oportunidades en el lado este. Uno de ellos fue William S. Bodey, quien descubrió una veta de oro en 1859 en el lugar posteriormente conocido como Bodie Bluff. Su apellido fue tomado para bautizar la naciente localidad que en ese lugar se levantaría. A finales de los años 1870 el pueblo alcanzó su apogeo. En ese tiempo, una de las minas, la Standard, rendía cantidades considerables del precioso metal; de hecho, unos treinta yacimientos producían unos 400 000 dólares mensuales en conjunto. Por otro lado, los crudos inviernos cobraban algunas vidas, así como los accidentes en las excavaciones. 
En 1878 Bodie alcanzó los 5000 habitantes, cantidad que se doblaría al año siguiente. Junto al crecimiento de su población se instalaron saloons (unos 65 en ese tiempo), restaurantes, burdeles y sala de ópera; también circularon tres periódicos, y se construyeron iglesias, bancos y escuela. No eran extraños los crímenes en el lugar y por esto la localidad se ganó una mala reputación. Para el caso, un religioso señaló a Bodie como «un mar de pecado, azotado por la tempestad de la lujuria y la pasión».

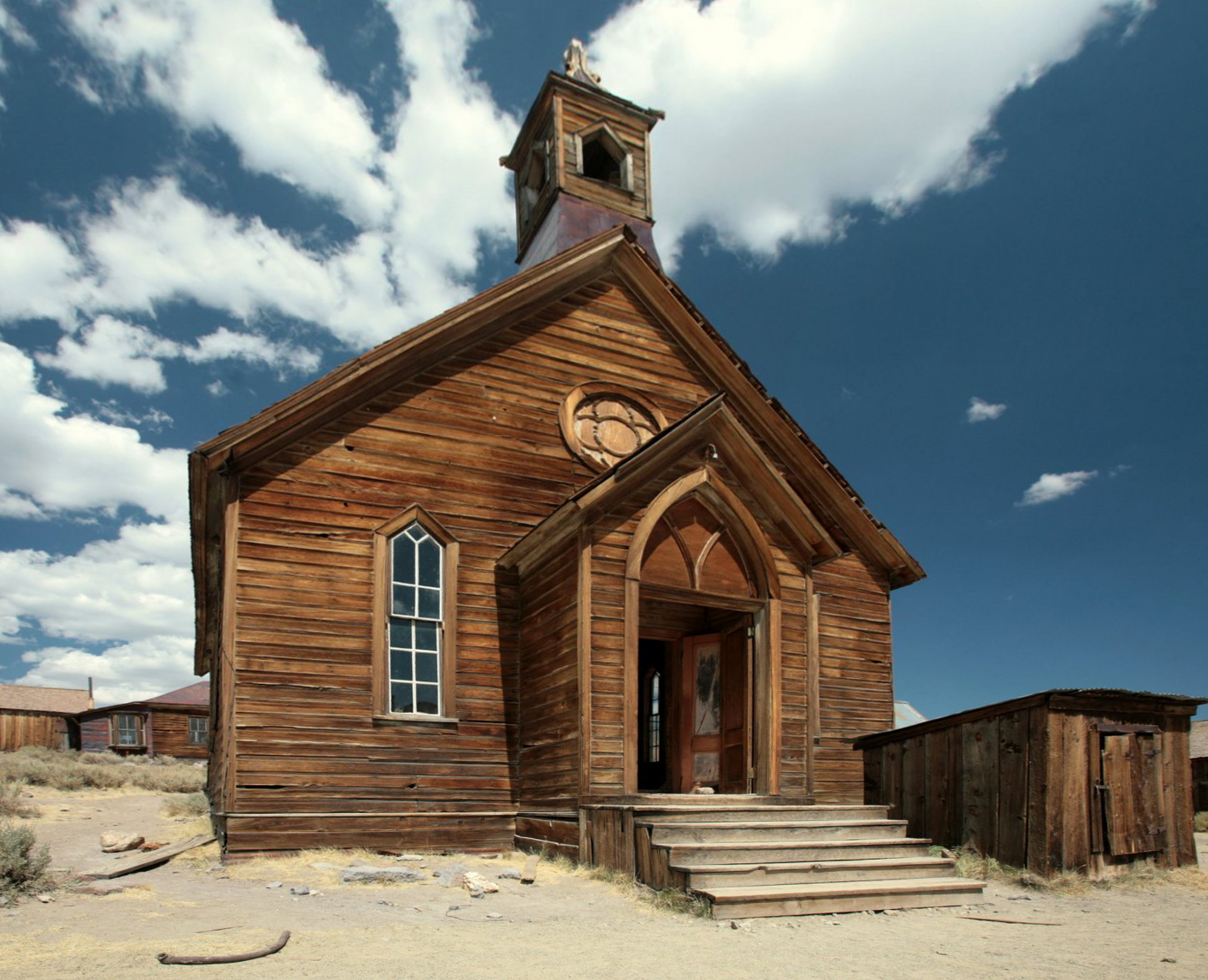
La iglesia de la localidad.

Debido a la escasez de madera en los alrededores, fue organizada una empresa ferrocarrilera para su transporte al pueblo. Para la instalación de los rieles fueron contratados ciudadanos chinos. Al mismo tiempo, muchos empezaron a radicarse en las cercanías del lago Mono. El declive de Bodie empezó en 1882 con la bancarrota de las compañías mineras, provocando que la población empezara a emigrar. A pesar de todo, dos empresas se unieron en 1887 para continuar operando, y los yacimientos locales fueron de los primeros donde la electricidad fue instalada en el país. En los años 1892 y 1898 la localidad sufrió incendios. Hacia 1915 el empresario James Stewart Cain implantó una serie de negocios, entre ellos el de transporte de madera a través del lago Mono, y además la administración un campo minero. Nuevamente un incendio arrasó la ciudad en 1932, dejándola un 95 % dañada. 
La localidad continuó funcionando en la era de la Gran Depresión, pero las minas locales rendían escasamente. La última de ellas cerró operaciones poco después de la Segunda Guerra Mundial. Sus reducidos habitantes murieron en esa época y Bodie pasó a convertirse en una «ciudad fantasma». Sería en los años 1960 que Bodie fue designado un Distrito Histórico de los Estados Unidos.
El lugar es uno los despoblados mejor conservados del país, y en total alberga unos 200 edificios, aunque sólo un 10 % pueden ser considerados originales (algunas estimaciones señalan hasta 2000 en su apogeo). Para la recreación de la historia de Bodie existe un museo, además de paseos turísticos a las antiguas minas.

## Clima
Su tipo de clima es  mediterráneo continentalizado
| Parámetros climáticos promedio de Bodie                           | Parámetros climáticos promedio de Bodie | Parámetros climáticos promedio de Bodie | Parámetros climáticos promedio de Bodie | Parámetros climáticos promedio de Bodie | Parámetros climáticos promedio de Bodie | Parámetros climáticos promedio de Bodie | Parámetros climáticos promedio de Bodie | Parámetros climáticos promedio de Bodie | Parámetros climáticos promedio de Bodie | Parámetros climáticos promedio de Bodie | Parámetros climáticos promedio de Bodie | Parámetros climáticos promedio de Bodie | Parámetros climáticos promedio de Bodie |
| Mes                                                               | Ene.                                    | Feb.                                    | Mar.                                    | Abr.                                    | May.                                    | Jun.                                    | Jul.                                    | Ago.                                    | Sep.                                    | Oct.                                    | Nov.                                    | Dic.                                    | Anual                                   |
| ----------------------------------------------------------------- | --------------------------------------- | --------------------------------------- | --------------------------------------- | --------------------------------------- | --------------------------------------- | --------------------------------------- | --------------------------------------- | --------------------------------------- | --------------------------------------- | --------------------------------------- | --------------------------------------- | --------------------------------------- | --------------------------------------- |
| Temp. máx. abs. (°C)                                              | 16.1                                    | 17.2                                    | 20                                      | 23.9                                    | 27.8                                    | 32.2                                    | 32.8                                    | 31.7                                    | 31.1                                    | 28.3                                    | 21.7                                    | 17.8                                    | 32.8                                    |
| Temp. máx. media (°C)                                             | 4.7                                     | 5.1                                     | 7.4                                     | 10.8                                    | 16.3                                    | 21.3                                    | 25.3                                    | 24.9                                    | 21.4                                    | 15.7                                    | 9.2                                     | 4.9                                     | 14                                      |
| Temp. mín. media (°C)                                             | -15.2                                   | -13.9                                   | -11.5                                   | -8.1                                    | -4.7                                    | -1.3                                    | 1.2                                     | -0.1                                    | -3.5                                    | -7.6                                    | -11.4                                   | -14.7                                   | -7.5                                    |
| Temp. mín. abs. (°C)                                              | -32.8                                   | -37.8                                   | -30                                     | -26.7                                   | -25                                     | -14.4                                   | -11.1                                   | -11.1                                   | -17.2                                   | -23.3                                   | -31.7                                   | -35                                     | -37.8                                   |
| Precipitación total (mm)                                          | 42.2                                    | 39.6                                    | 37.8                                    | 23.6                                    | 17.8                                    | 19.3                                    | 18.3                                    | 11.4                                    | 11.7                                    | 13.5                                    | 27.7                                    | 36.6                                    | 299.5                                   |
| Nevadas (cm)                                                      | 44.2                                    | 44.2                                    | 53.6                                    | 12.7                                    | 6.4                                     | 1.3                                     | 0                                       | 0                                       | 1.3                                     | 6.9                                     | 30.5                                    | 35.8                                    | 236.7                                   |
| Días de precipitaciones (≥ 0.01 in)                               | 7.1                                     | 7.3                                     | 6.3                                     | 5.7                                     | 4.2                                     | 4.1                                     | 3.4                                     | 3.5                                     | 2.8                                     | 3.5                                     | 5.1                                     | 7.2                                     | 60.2                                    |
| Días de nevadas (≥ 0.1 in)                                        | 4.9                                     | 4.4                                     | 5.2                                     | 3.1                                     | 1.6                                     | 0.4                                     | 0                                       | 0                                       | 0.2                                     | 1.1                                     | 3.1                                     | 5.4                                     | 29.4                                    |
| Fuente: NOAA (1981–2010 normals), Western Regional Climate Center |                                         |                                         |                                         |                                         |                                         |                                         |                                         |                                         |                                         |                                         |                                         |                                         |                                         |

## Imágenes

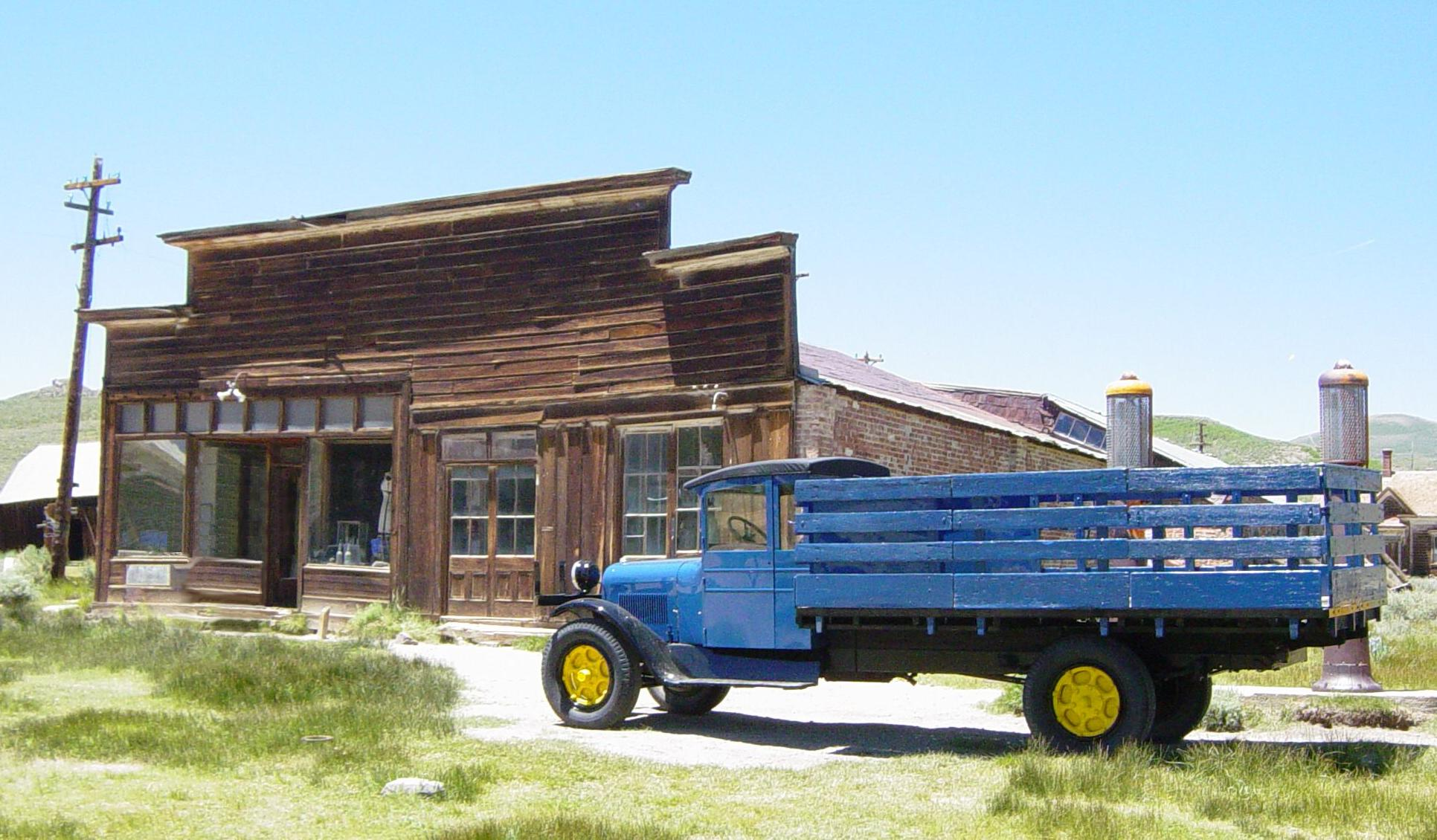
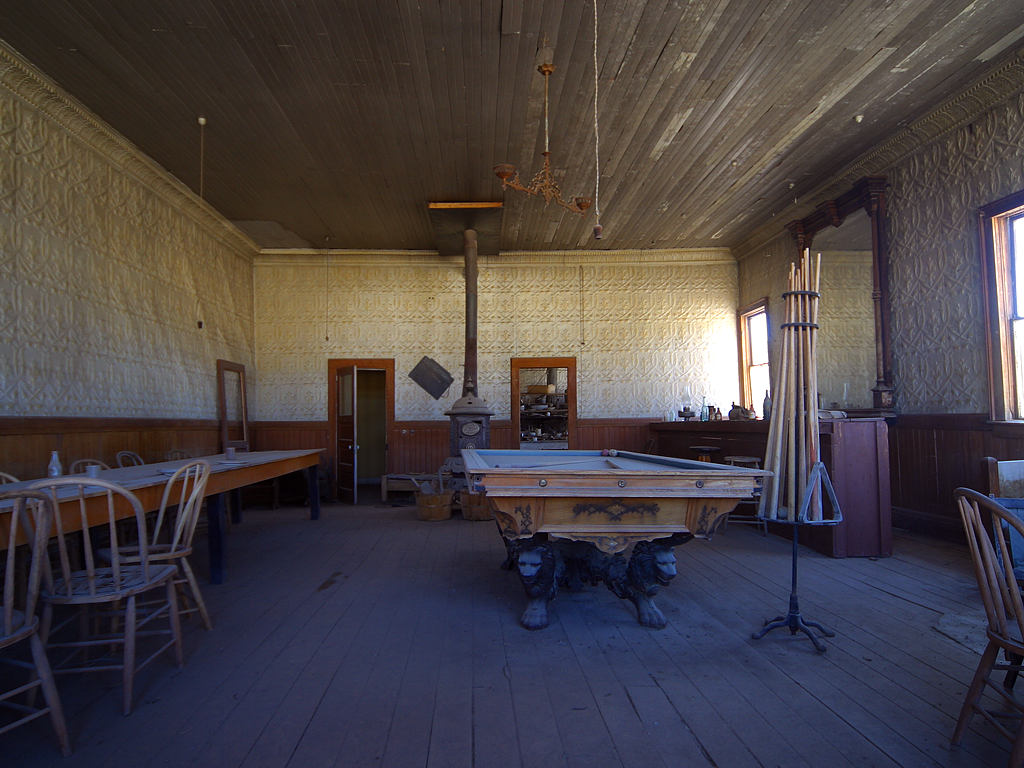
Interior del Saloon.
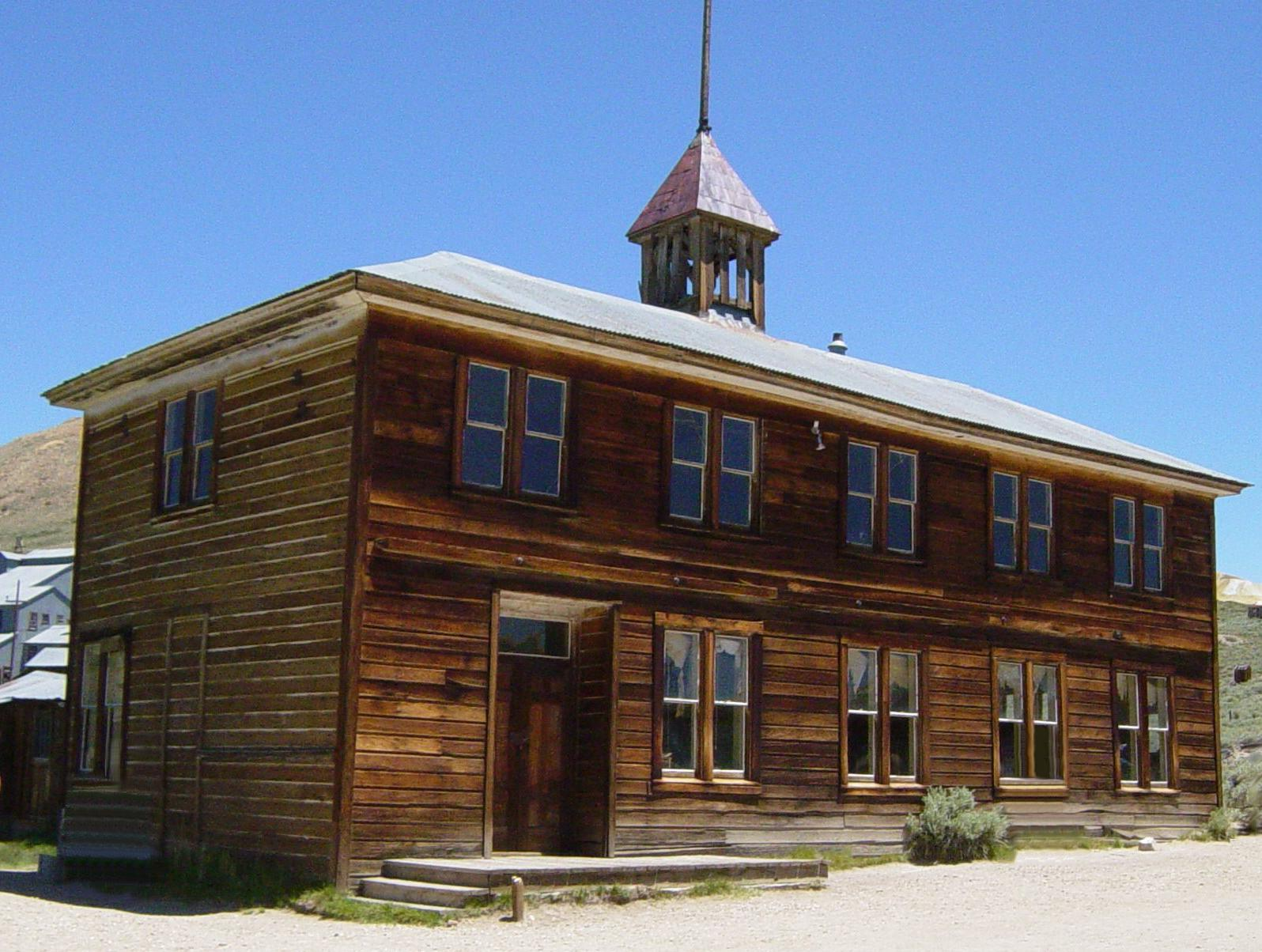
Escuela.
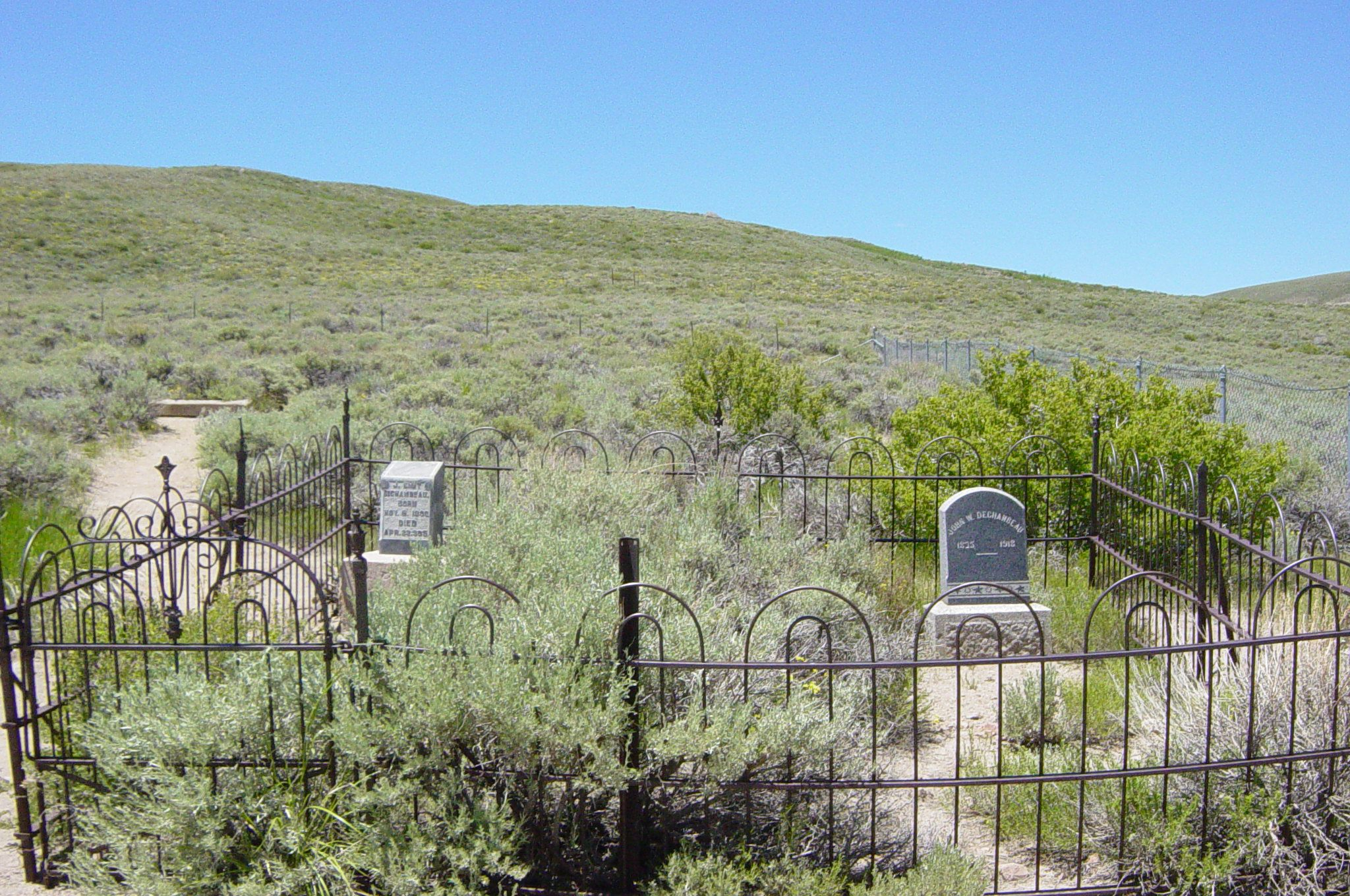
Cementerio.
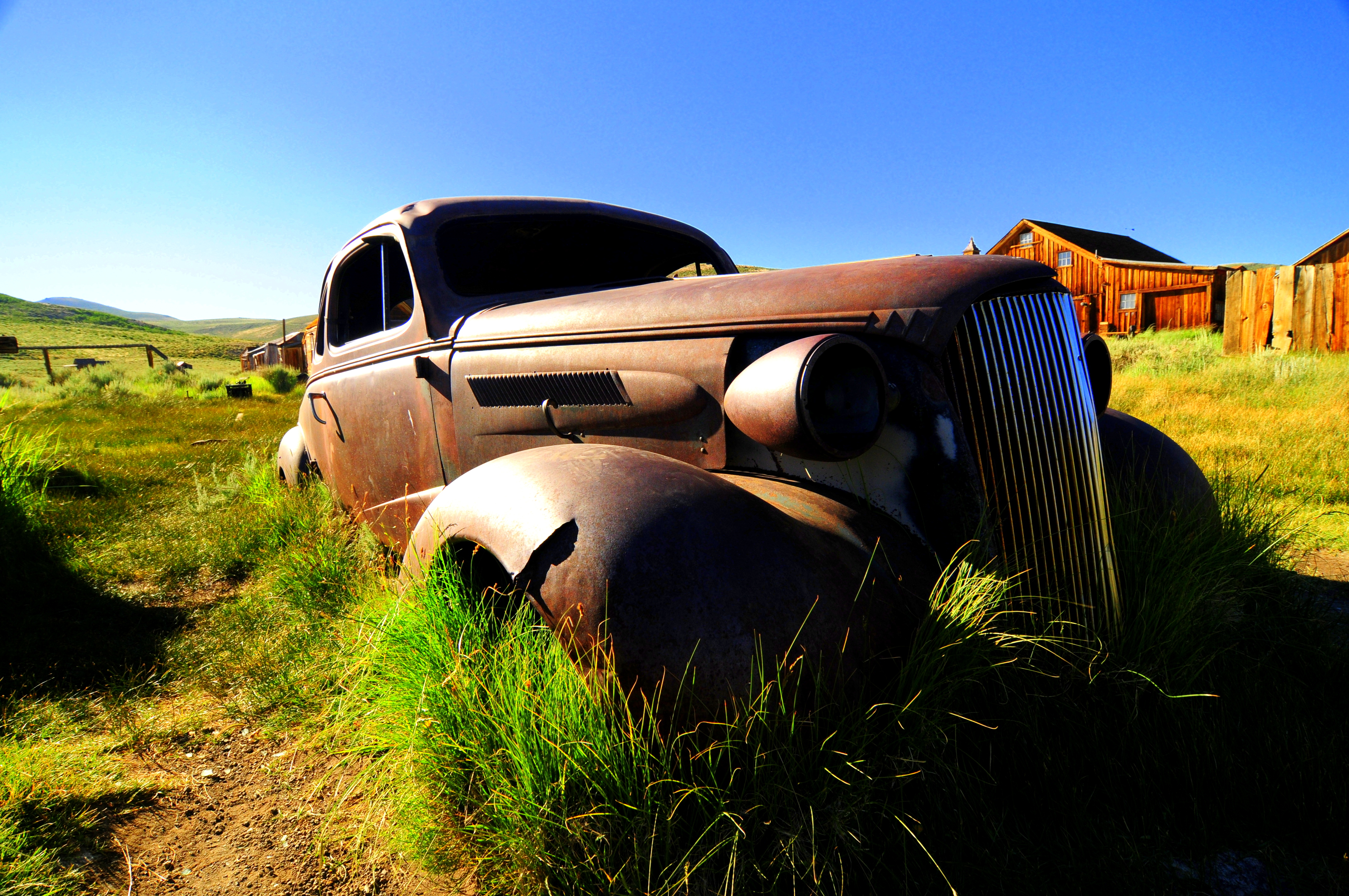
Chevrolet coupe de 1937.
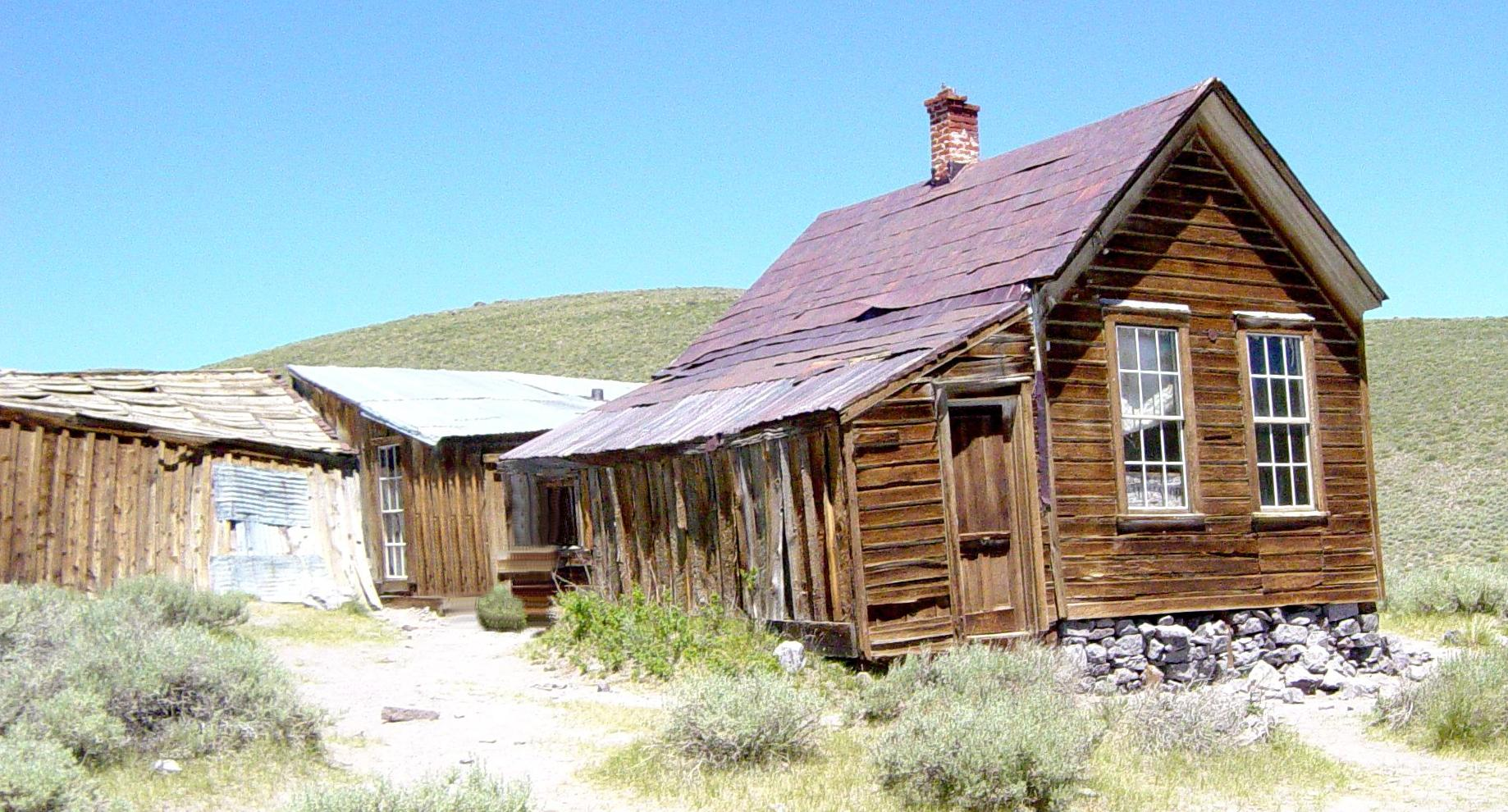